# Važec
Važec é um município da Eslováquia, situado no distrito de Liptovský Mikuláš, na região de Žilina. Tem 59,68 km² de área e sua população em 2018 foi estimada em 2.415 habitantes.

## Demografia
| Ano:        | 1994 | 2004   | 2014   | 2024   |
| ----------- | ---- | ------ | ------ | ------ |
| Broj ljudi: | 2399 | 2381   | 2361   | 2372   |
| Razlika:    |      | -0,75% | -0,83% | +0,46% |

| Ano:               | 2023 | 2024   |
| ------------------ | ---- | ------ |
| Número de pessoas: | 2361 | 2372   |
| Diferença:         |      | +0,46% |